# Tolle assertiones, et Christianismum tulisti
Tolle assertiones, et Christianismum tulisti ist eine lateinische Sentenz aus Martin Luthers programmatischer Schrift De servo arbitrio: Hebe die festen Aussagen auf, und du hast das Christentum aufgehoben (WA 18, 603, 28f = BoA 3, 98, 14f = StA 3, 181, 13f = LDStA 1, 228, 6f).
Mit diesem Satz wendet sich Luther gegen den hermeneutischen Skeptizismus des Erasmus von Rotterdam, der, um Frieden und Ausgleich bemüht, die Möglichkeit letztgültiger Satzaussagen grundsätzlich in Frage stellt.
Luther lässt sich auf die allgemein logischen und erkenntnistheoretischen Voraussetzungen der erasmianischen Skepsis nicht ein, geht vielmehr von dem Satz aus, der das Christentum ausmacht: Jesus ist der Herr
(vgl. Röm 10,9; 1Kor 12,3). Dieses Bekenntnis entscheidet Luther zufolge über Leben und Tod in Zeit und Ewigkeit. Alle anderen Dogmen entfalten diesen Satz und haben von ihm her Geltung.
Das Festhalten am formulierten Bekenntnis gegen einen konturlosen Enthusiasmus ist im weiteren Verlauf der Reformation eine der Frontlinien gegen die so genannten Schwärmer (s. Spiritualismus).